# Rezutsek Antal
Rezutsek Antal, született Rezutsek Imre (Gyöngyös, Magyar Királyság, 1795. október 25. – Zirc, Osztrák–Magyar Monarchia, 1879. március 28.) ciszterci szerzetespap, zirci apát 1858 és 1879 között.

## Élete
1813-ban lett a ciszterci rend tagja, mint a pilisi-pásztói apátság utolsó szerzetesjelöltje, majd novíciusa. A pilisi-pásztói ciszterci apátság ebben az időben egyesül Zirccel, ez utóbbi vezetése alatt. Pappá 1819-ben szentelték. 1819-től 1828-ig tanárként szolgál Székesfehérvárott, majd noviciusmesterként lett Zircen. Az 1829–1853 között Egerbe helyezik gimnáziumi igazgatónak. 1853-tól 1858-ig zirci perjel. 1858-ban választották meg zirci apáttá. Működése alatt a zirci monostort kiegészítette, keleti és déli oldalára második emeletet építtetett.
1866-ban hozta létre a hittudományi intézetet, de ennek létrehozása előtt annak leendő tanárait a budapesti, bécsi, insbrucki egyetemekre küldte tanulni és tapasztalatot szerezni. 
Ekkoriban vezették be, hogy a  gimnáziumokban tanító tanároknak állami vizsgát kellett tenni, ennek feltételeit - mind az anyagi, mind az emberit - folyamatosan támogatta.  1868-ban nagykáptalant hívott össze, ahol áttekintették az apátság helyzetét és a szerzetesi életet. Új gazdasági központokat hozott létre, Hajmáskéren új birtokot szerzett, ez által a rend anyagi ügyei megnyugtatóan rendeződtek. Működése alatt királyi rendelettel 1878-ban a zircihez kapcsolták az ekkor még független szentgotthárdi apátságot.
Zircen hunyt el, 1879. március 28-án, 83 éves korában, szerzetességének 66., papságának 60. évében.